# ورتیسیته
در مکانیک محیط‌های پیوسته، وُرتیسیته (به انگلیسی: vorticity) که تاوایی یا پیچش یک میدان بردار محوری است که حرکت چرخشی محلی یک محیط پیوسته نزدیک یک نقطه (تمایل یک چیز به چرخش) را توصیف می‌کند به صورتی که توسط یک ناظر واقع در آن نقطه و در حال حرکت با جریان دیده می‌شود.
به صورت دقیق‌تر ورتیسیته یک میدان بردارمحوری {\displaystyle {\vec {\omega }}} است، که به صورت کرل بردار سرعت، {\displaystyle {\vec {u}}}، تعریف می‌شود:
{\textstyle {\vec {\omega }}\equiv \nabla \times {\vec {u}}\,,}
که در آن {\displaystyle \nabla }عملگر دل است.
در مختصات دکارتی معادله به شکل زیر نوشته می‌شود:
{\displaystyle {\begin{aligned}{\vec {\omega }}=\nabla \times {\vec {v}}&={\begin{pmatrix}{\frac {\partial }{\partial x}}&{\frac {\partial }{\partial y}}&{\frac {\partial }{\partial z}}\end{pmatrix}}\times {\begin{pmatrix}v_{x}&v_{y}&v_{z}\end{pmatrix}}\\[6px]&={\begin{pmatrix}{\frac {\partial v_{z}}{\partial y}}-{\frac {\partial v_{y}}{\partial z}}&{\frac {\partial v_{x}}{\partial z}}-{\frac {\partial v_{z}}{\partial x}}&{\frac {\partial v_{y}}{\partial x}}-{\frac {\partial v_{x}}{\partial y}}\end{pmatrix}}\,.\end{aligned}}}

## نمونه‌ها
ورتیسیته یا حرکت گردابی، در یک جرم پیوسته که مانند جسم صلب دوران می‌کند، دوبرابر بردار سرعت زاویه ای در آن حرکت می‌باشد.

| جریان‌های نمونه:                                                                             |                          |                         |
|                                                                                             |                          |                         |
| ورتکس شبیه به جسم-صلب v ∝ r                                                                 | جریان موازی همراه با برش | ورتکس غیردورانی v ∝ 1/r |
| v نماد سرعت جریان، r نماد فاصله از مرکز ورتکس و ∝ تناسب است. سرعت‌های مطلق در نقاط مشخص شده: |                          |                         |
|                                                                                             |                          |                         |
| سرعت‌های نسبی در نقاط مشخص شده:                                                              |                          |                         |
|                                                                                             |                          |                         |
| Vorticity ≠ ۰                                                                               | Vorticity ≠ ۰            | Vorticity = ۰           |